# 블라인드 블레이크
블라인드 블레이크(Blind Blake, 1896년 ~ 1934년 12월 1일)는 1926년과 1932년 사이에 많은 음반을 녹음했으나 그의 삶에 대해서는 알려진 것이 거의 없다. 그는 래그타임 기타의 진정한 선구자이며, 그의 오른손 연주의 섬세함과 능란함은 오늘날 전 세계적으로 그토록 대중화된 이 기타 스타일의 많은 추종자들에게 아직도 경탄의 대상이 되고 있다. 블레이크는 동해안의 백인음악과 흑인음악 전체에 막대한 영향을 발휘했다.